# Ptilodexia rubriventris
Ptilodexia rubriventris là một loài ruồi trong họ Tachinidae.